# Mitsuko Uchida
Mitsuko Uchida (japonès: 内田光子)  (Atami, 20 de desembre de 1948), [ɯtɕida miꜜtsɯ̥ko], DBE, és una pianista i directora d'orquestra clàssica, nascuda al Japó i naturalitzada a Gran Bretanya, especialment coneguda per les seves interpretacions de Mozart i Schubert.
Ha actuat amb nombroses orquestres notables, ha gravat un ampli repertori amb diversos segells, ha guanyat nombrosos premis i honors (incloent-hi "Dame Commander of the Order of the British Empire" el 2009) i és la codirectora artística, amb Jonathan Biss, del Marlboro, Escola i Festival de Música. També ha dirigit diverses orquestres importants.

## Carrera
Nascuda a Atami, una ciutat costanera propera a Tòquio, Japó, Uchida es va traslladar a Viena, Àustria, amb els seus pares diplomàtics quan tenia 12 anys, després que el seu pare fos nomenat ambaixador japonès a Àustria. Es va matricular a l'Acadèmia de Música de Viena per estudiar amb Richard Hauser i més tard Wilhelm Kempff i Stefan Askenase i es va quedar a Viena per estudiar quan el seu pare va ser traslladat de nou al Japó després de cinc anys. Va donar el seu primer recital vienès als 14 anys al Musikverein de Viena. També va estudiar amb Maria Curcio, l'última i preferida alumne d'Artur Schnabel.
Va ser guardonada amb el desè premi al "Queen Elisabeth Music Competition" el 1968, interpretant a Beethoven, Debussy i Brenta a la final. El 1969 Uchida va guanyar el primer premi al Concurs Beethoven de Viena i el 1970 el segon premi al VIII Concurs Internacional de Piano Chopin. El 1975, va guanyar el segon premi al "Leeds Piano Competition".
El 1998, Uchida va ser el director musical del Festival de Música d'Ojai juntament amb el director i violinista David Zinman.
És una aclamada intèrpret de les obres de Mozart, Beethoven, Schubert, Chopin, Debussy i Schoenberg. Ha enregistrat totes les sonates per a piano de Mozart (projecte que va guanyar el premi Gramophone el 1989) i concerts, aquest últim amb l'Orquestra de English Chamber Orchestra, dirigida per Jeffrey Tate. La seva gravació del Concert per a piano de Schönberg amb Pierre Boulez va guanyar un altre premi Gramophone. Uchida també destaca pels seus enregistraments del concert complet de piano de Beethoven amb la direcció de Kurt Sanderling, les últimes sonates per a piano de Beethoven i un cicle de piano Schubert. També és respectada com a intèrpret distingida de les obres de la Segona Escola vienesa.
La seva gravació de 2009 dels Concerts per a piano de Mozart núm. 23 i 24, en què va dirigir l'Orquestra de Cleveland i interpretar la part solista, va guanyar el premi Grammy el 2011. Aquest enregistrament va ser l'inici d'un projecte per gravar per segona vegada tots els concerts de piano de Mozart, dirigint l'Orquestra de Cleveland des del piano. Més gravacions per a aquest projecte es van publicar el 2011, 2012 i 2014.
Del 2002 al 2007 va ser artista resident a l'Orquestra de Cleveland, on va dirigir les interpretacions de tots els concerts per a piano sol de Mozart. També ha dirigit la English Chamber Orchestra, des del teclat. El 2010, va ser artista en residència de la Filharmònica de Berlín. Va ser artista sènior a l'Escola i Festival de Música de Marlboro els anys 1974 i 1992, i ha estat associada permanentment amb Marlboro des de 1994 quan es va convertir en membre del Comitè de Direcció Artística. El 1999 es va convertir en una de les dues directores artístiques juntament amb el pianista Richard Goode. Va ser l'única directora fins al 2018, quan Marlboro Music va anunciar que el pianista nord-americà Jonathan Biss assumiria el paper de codirector artístic. També és patrona fundadora del "Borletti-Buitoni Trust", una organització establerta per ajudar els artistes joves a desenvolupar i mantenir carreres internacionals. El maig de 2012, la "Royal Philharmonic Society" va anunciar que seria honrada amb la seva medalla d'or (va rebre el premi anual de música de la societat el 2003); Els anteriors destinataris han inclòs Johannes Brahms (1877), Frederick Delius i Sir Edward Elgar (1925), Richard Strauss (1936), Igor Stravinsky (1954), Benjamin Britten i Leonard Bernstein (1987).

La seva actuació del 2015 amb l'Orquestra de Cleveland va provocar aquesta ressenya del Cleveland Plain Dealer:
| « | Podríem dir que és la marca d'un mestre. Just quan Mitsuko Uchida començava a semblar previsible, la deessa de la puresa, la pianista ens mostra tot un altre personatge. En tornar a interpretar Mozart amb l'Orquestra de Cleveland dijous, la pianista i directora va oferir als oients una versió més contundent i efusiva del seu art. No només va reorganitzar la disposició de les cordes, sinó també, d'una manera refrescant, el seu mateix so. | » |

## Honors i premis
- 1986: Suntory Music Award[15]
- 1989: Premi Gramophone al millor enregistrament instrumental, pel seu conjunt de les Sonates per a piano completes de Wolfgang Amadeus Mozart[16]
- 2001: nomenada Comandant Honorari de l'Ordre de l'Imperi Britànic (CBE) en els Honors d'Any Nou de 2001. En aquell moment, el premi era honorífic perquè encara no era ciutadana del Regne Unit.[17]
- 2001: Premi Gramophone al millor enregistrament de concert, per la seva gravació del concert per a piano d'Arnold Schoenberg (amb la direcció de Pierre Boulez)[16]
- 2003: Uchida va ser escollida membre internacional de l'"American Philosophical Society"[18]
- 2008: A l'abril, la "BBC Music Magazine" li va presentar els seus premis com a Instrumentista de l'any i Disc de l'any (Hammerklavier Sonata de Beethoven).[19]
- 2009 Va ser ascendida a "Dame Commander de l'Ordre de l'Imperi Britànic" (DBE) en els honors de l'aniversari de la reina de 2009.[20] En aquesta ocasió, el premi va ser substantiu,[21] ja que s'havia convertit en ciutadana britànica 2009: Al juny, va rebre el títol de Doctora honoris causa en Música (DMus) per la Universitat d'Oxford durant Encaenia 2009.[22]
- 2011: Premi Grammy a la millor interpretació solista(s) instrumental (amb orquestra) per la seva gravació dels Concerts per a piano núm. 23 K. 488 i núm. 24 K. 491 de Mozart amb la Cleveland Orchestra, que va dirigir des del teclat.
- 2012: al maig, Uchida va rebre la Medalla d'Or de la "Royal Philharmonic Society", un dels més alts honors de la música clàssica.[23]
- 2015: al gener, Uchida va rebre la Medalla d'Or de la Fundació (Stiftung) de la Universitat Mozarteum de Salzburg[24]
- 2015: Praemium Imperiale, atorgat per la família imperial del Japó[25]
- 2017: Premi Grammy al Millor Àlbum Vocal Solista Clàssic (com a acompanyant) amb Dorothea Röschmann[26]